# Puchar Polski 2021-2022
La Puchar Polski 2021-2022 è stata la 68ª edizione della coppa nazionale polacca, organizzata dalla PZPN, iniziata il 4 agosto 2021 e terminata il 2 maggio 2022. Il Raków Częstochowa, squadra detentrice del trofeo, si è ripetuto, conquistando il trofeo per la seconda volta nella sua storia.

## Formula
Al turno preliminare partecipano le 10 formazioni di II liga che nel 2020-2021 si sono qualificate dal decimo al diciannovesimo posto. Le cinque vincitrici passano al I turno di qualificazione, che si giocherà il 22 settembre e a cui si aggiungeranno le 16 vincitrici della Puchar Polski regionale, le 16 squadre che nel 2020-2021 hanno partecipato all'Ekstraklasa, le 18 squadre che nel 2020-2021 hanno partecipato alla I liga e le restanti 9 squadre di II liga.

## Turno preliminare
| Squadra 1       | Risultato   | Squadra 2         |
| --------------- | ----------- | ----------------- |
| 4 agosto 2021   |             |                   |
| Hutnik Cracovia | 0 – 1       | Olimpia Grudziądz |
| Lech Poznań II  | 2 – 0 (dts) | Znicz Pruszków    |
| Sokół Ostróda   | 4 – 2 (dts) | Błękitni Stargard |
| Pogoń Siedlce   | 3 – 0       | Olimpia Elbląg    |
| Stal Rzeszów    | 4 – 1       | Bytovia Bytów     |

## Primo turno
I sorteggi sono stati effettuati il 12 agosto 2021.
| Squadra 1                    | Risultato       | Squadra 2             |
| ---------------------------- | --------------- | --------------------- |
| 21 settembre 2021            |                 |                       |
| Ruch Zdzieszowice            | 0 – 6           | Zagłębie Sosnowiec    |
| Polonia Środa Wielkopolska   | 0 – 2           | GKS Jastrzębie        |
| Jagiellonia                  | 1 – 3           | Lechia Danzica        |
| KKS Kalisz                   | 2 – 1           | Pogoń Stettino        |
| Śląsk Wrocław II             | 0 – 3           | Zagłębie Lubin        |
| 22 settembre 2021            |                 |                       |
| Górnik Zabrze                | 2 – 0           | Radomiak Radom        |
| Orlęta Radzyń Podlaski       | 2 – 3           | Lechia Zielona Góra   |
| Concordia Elbląg             | 0 – 2           | Unia Skierniewice     |
| Ślęza Breslavia              | 3 – 2           | Chojniczanka Chojnice |
| Wigry Suwałki                | 1 – 3           | Legia Varsavia        |
| Miedź Legnica                | 4 – 0           | Odra Opole            |
| Gwardia Lublin               | 1 – 0           | Podbeskidzie          |
| Stal Rzeszów                 | 2 – 4           | Raków Częstochowa     |
| Włocłavia Włocławek          | 0 – 2           | Piast Gliwice         |
| Korona Kielce                | 4 – 3 (dts)     | Wisła Płock           |
| Stal Mielec                  | 1 – 3           | Wisła Cracovia        |
| 23 settembre 2021            |                 |                       |
| ŁKS                          | 0 – 0 (3-1 dtr) | KS Cracovia           |
| Śląsk Breslavia              | 0 – 1           | Nieciecza             |
| 28 settembre 2021            |                 |                       |
| Skra Częstochowa             | 0 – 3           | Lech Poznań           |
| Polkowice                    | 1 – 2           | Górnik Łęczna         |
| KSZO Ostrowiec Świętokrzyski | 1 – 2           | GKS Tychy             |
| 29 settembre 2021            |                 |                       |
| Lech Poznań II               | 2 – 1           | Puszcza Niepołomice   |
| GKS Bełchatów                | 0 – 5           | Arka Gdynia           |
| Świt NDM                     | 4 – 3 (dts)     | Rekord Bielsko-Biała  |
| Wisłoka Dębica               | 0 – 0 (6-7 dtr) | Świt Skolwin          |
| Wieczysta Cracovia           | 2 – 1           | Chrobry Głogów        |
| Olimpia Zambrów              | 0 – 1           | GKS Katowice          |
| Powisle Dzierzgon            | 0 – 3           | Garbarnia Cracovia    |
| Olimpia Grudziądz            | 2 – 0           | Warta Poznań          |
| Resovia Rzeszów              | 1 – 2           | Widzew Łódź           |
| Sokół Ostróda                | 0 – 2           | Pogoń Siedlce         |
| Stomil Olsztyn               | 1 – 0           | Sandecja Nowy Sącz    |

## Sedicesimi di finale
Il sorteggio è stato effettuato il 1º ottobre 2021.
| Squadra 1           | Risultato       | Squadra 2          |
| ------------------- | --------------- | ------------------ |
| 26 ottobre 2021     |                 |                    |
| Unia Skierniewice   | 0 – 2           | Lech Poznań        |
| Lechia Zielona Góra | 0 – 1           | Arka Gdynia        |
| Świt NDM            | 2 – 1           | Lechia Danzica     |
| KKS Kalisz          | 1 – 2           | Raków Częstochowa  |
| 27 ottobre 2021     |                 |                    |
| Pogoń Siedlce       | 0 – 5           | Gwardia Lublin     |
| Ślęza Breslavia     | 1 – 2           | Górnik Zabrze      |
| Olimpia Grudziądz   | 3 – 0           | Lech Poznań II     |
| Zagłębie Sosnowiec  | 0 – 1           | Piast Gliwice      |
| GKS Katowice        | 1 – 2 (dts)     | Nieciecza          |
| ŁKS                 | 0 – 1           | Zagłębie Lubin     |
| 28 ottobre 2021     |                 |                    |
| Świt Skolwin        | 0 – 1           | Legia Varsavia     |
| 2 novembre 2021     |                 |                    |
| Wieczysta Cracovia  | 0 – 5           | Garbarnia Cracovia |
| Widzew Łódź         | 4 – 1           | GKS Jastrzębie     |
| 3 novembre 2021     |                 |                    |
| GKS Tychy           | 1 – 3           | Wisła Cracovia     |
| Korona Kielce       | 2 – 1           | Stomil Olsztyn     |
| Miedź Legnica       | 2 – 2 (4-5 dtr) | Górnik Łęczna      |

## Ottavi di finale
Il sorteggio è stato effettuato il 5 novembre 2021.
| Squadra 1          | Risultato       | Squadra 2         |
| ------------------ | --------------- | ----------------- |
| 30 novembre 2021   |                 |                   |
| Olimpia Grudziądz  | 3 – 3 (4-2 dtr) | Świt NDM          |
| Korona Kielce      | 1 – 2           | Górnik Łęczna     |
| 1º dicembre 2021   |                 |                   |
| Garbarnia Cracovia | 0 – 4           | Lech Poznań       |
| Nieciecza          | 0 – 2           | Raków Częstochowa |
| Arka Gdynia        | 2 – 1           | Zagłębie Lubin    |
| Gwardia Lublin     | 1 – 2           | Legia Varsavia    |
| 2 dicembre 2021    |                 |                   |
| Widzew Łódź        | 1 – 3           | Wisła Cracovia    |
| 8 febbraio 2022    |                 |                   |
| Piast Gliwice      | 0 – 0 (2-4 dtr) | Górnik Zabrze     |

## Quarti di finale
Il sorteggio è stato effettuato il 3 dicembre 2021.
| Squadra 1         | Risultato       | Squadra 2         |
| ----------------- | --------------- | ----------------- |
| 1º marzo 2022     |                 |                   |
| Olimpia Grudziądz | 1 – 1 (5-3 dtr) | Wisła Cracovia    |
| Arka Gdynia       | 0 – 2           | Raków Częstochowa |
| 2 marzo 2022      |                 |                   |
| Górnik Zabrze     | 0 – 2           | Lech Poznań       |
| Legia Varsavia    | 2 – 0           | Górnik Łęczna     |

## Semifinali
Il sorteggio è stato effettuato il 4 marzo 2022.
| Squadra 1         | Risultato | Squadra 2      |
| ----------------- | --------- | -------------- |
| 5 aprile 2022     |           |                |
| Olimpia Grudziądz | 0 – 3     | Lech Poznań    |
| 6 aprile 2022     |           |                |
| Raków Częstochowa | 1 – 0     | Legia Varsavia |

## Finale
| Arbitro: | Szymon Marciniak |

|            |           |                                         |
| Amaral 52’ | Marcatori | 6’ Gutkovskis 36’ Wdowiak 77’ Ivi López |